# Gezaagde eikenvouwmot
De gezaagde eikenvouwmot (Phyllonorycter kuhlweiniella) is een vlinder uit de familie mineermotten (Gracillariidae). De wetenschappelijke naam is voor het eerst geldig gepubliceerd in 1839 door Zeller.
De soort komt voor in Europa.